# Willem Eduard de Graaf
Willem Eduard de Graaf (ur. 11 stycznia 1908 r. w Soekaboemi w Holenderskich Indiach Wschodnich, zm. ?) – holenderski pilot cywilny, członek Narodowosocjalistycznego Ruchu Holenderskiego (NSB) i ochotnik Luftwaffe podczas II wojny światowej
W 1926 r. został inżynierem w holenderskich liniach lotniczych KLM. W 1931 i 1933 r. przeszedł przeszkolenie lotnicze. Od 1 maja 1933 r. latał jako 2 pilot na samolotach KLM, obsługujących trasy lotnicze do Azji. Krótko po zajęciu Holandii przez wojska niemieckie w maju 1940 r., wstąpił do Narodowo-Socjalistycznego Ruchu Holenderskiego. Na pocz. 1942 r. wstąpił ochotniczo do Luftwaffe. W kwietniu tego roku trafił na przeszkolenie lotnicze do 4 kompanii szkolnej Fliegerausbildungsregiment 42 w Salzwedel. Następnie został pilotem, który odbierał samoloty myśliwskie z fabryki lotniczej w Lipsku i przelatywał na nich na lotnisko w Rangsdorf. W 1943 r. został skierowany do specjalnej jednostki lotniczej Versuchsverband des ObdL, która przerzucała tajnych agentów za linię frontu. 3 listopada tego roku został ranny w nogę podczas awaryjnego lądowania samolotem czechosłowackiej produkcji B-71 na północnym Krymie. W lutym 1944 r. Versuchsverband des ObdL został włączony do KG 200. Pod koniec wojny Willem E. de Graaf szkolił się na samolotach odrzutowych. Po jej zakończeniu wyjechał do Ameryki Południowej. Jego dalsze losy są nieznane.